# فرانکولیزه
فرانکولیزه (به ایتالیایی: Francolise) یک کومونه در ایتالیا است که در استان کسرتا واقع شده‌است.

## خصوصیات
فرانکولیزه ۴۰٫۷ کیلومترمربع مساحت و ۵٬۰۲۵ نفر جمعیت دارد و ۱۰۳ متر بالاتر از سطح دریا واقع شده‌است.